# Marina Verdonck
Marina Verdonck (1956) is een Belgisch voormalig voetballer. Ze speelde tussen 1977 en 1990 in totaal 51 interlands voor de Rode Duivelinnen waarin ze negen doelpunten scoorde. Zo scoorde ze in de interlandwedstrijd België-Nederland in 1976 tweemaal (30e en 42e minuut), maar werd in de 58e minuut van het veld gezonden. Verdonck kwam uit voor RW Dames Herentals.